# John Mikaelsson
John Fredrik Mikaelsson (Kristinehamn, 6 de diciembre de 1913 - † Condado de Placer, 16 de junio de 1987) fue un atleta sueco especializado en marcha atlética.
Ganó la medalla de oro en la especialidad de 10 kilómetros marcha en los Juegos Olímpicos de Londres de 1948 y en los de Helsinki de 1952.